# Rosario (Batangas)
Rosario (Bayan ng Rosario) är en kommun i Filippinerna. Kommunen ligger på ön Luzon, och tillhör provinsen Batangas. Folkmängden uppgår till 105 561 invånare.

## Barangayer
Rosario är indelat i 48 barangayer.
| - Alupay - Antipolo - Bagong Pook - Balibago - Bayawang - Baybayin - Bulihan - Cahigam - Calantas - Colongan - Itlugan - Lumbangan - Maalas-As - Mabato - Mabunga - Macalamcam A | - Macalamcam B - Malaya - Maligaya - Marilag - Masaya - Matamis - Mavalor - Mayuro - Namuco - Namunga - Natu - Nasi - Palakpak - Pinagsibaan - Barangay A (Pob.) - Barangay B (Pob.) | - Barangay C (Pob.) - Barangay D (Pob.) - Barangay E (Pob.) - Putingkahoy - Quilib - Salao - San Carlos - San Ignacio - San Isidro - San Jose - San Roque - Santa Cruz - Timbugan - Tiquiwan - Leviste (Tubahan) - Tulos |